# لويس جيراردو مينديز
لويس جيراردو مينديز (بالإسبانية: Luis Gerardo Méndez) مواليد (12 مارس، 1982) ممثل ومنتج مكسيكي. ظهر في عدة أدوار في أفلام ومسلسلات مكسيكية، شارك بطولة مسلسل نادي الغربان مع الممثلة المكسيكية ماريانا تريفينيو على نتفليكس في 2015.

## السيرة المهنية
- مسلسل نادي الغربان (2015)

## وصلات خارجية
- لويس جيراردو مينديز على موقع IMDb (الإنجليزية)
- لويس جيراردو مينديز على موقع قاعدة بيانات الفيلم (الإنجليزية)